# Conus bozzettii
Conus bozzettii é uma espécie de gastrópode do gênero Conus, pertencente à família Conidae.